# Vânia Neto
Vânia Neto (ur. 25 kwietnia 1979 w Santarém) – portugalska polityczka i prawniczka, posłanka do Parlamentu Europejskiego IX kadencji.

## Życiorys
Absolwentka prawa na Universidade Nova de Lisboa. Zaangażowała się w działalność polityczną w ramach Partii Socjaldemokratycznej, została wiceprzewodniczącą jej struktur okręgowych. Była członkinią egzekutywy rodzinnej miejscowości. Zawodowo związana z przedsiębiorstwem Microsoft, zajmując się m.in. kwestiami dotyczącymi umiejętności cyfrowych w edukacji. Została też koordynatorką krajowej rady strategicznej PSD ds. edukacji i szkoleń zawodowych. W kwietniu 2024 objęła zwolniony mandat w Parlamencie Europejskim IX kadencji, w którym dołączyła do frakcji Europejskiej Partii Ludowej.